# Munyida

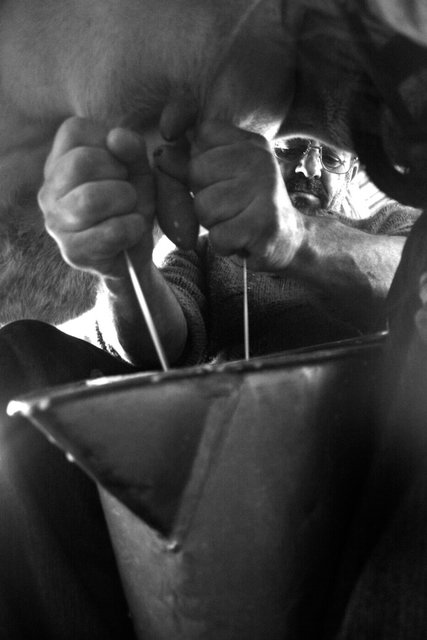
Munyiment manual.

El munyiment o munyida és l'acte d'extreure llet de les glàndules mamàries d'un mamífer, habitualment vaques i someres. El munyiment es pot fer manualment o amb màquines.
El munyiment manual es fa prement i tibant cap avall dels mugrons del braguer de la vaca, fent sortir la llet cap a una galleda.
Les munyidores mecàniques extreuen llet per mitjà del buit. S'utilitzen per a vaques o per a dones amb nadons.